# Rover Dangerfield
Rover Dangerfield: Opowieść o psie, przed którym nikt nie czuł respektu (ang. Rover Dangerfield) – amerykański animowany film w reżyserii Jamesa L. George’a i Boba Seeleya z udziałem Rodneya Dangerfielda, który współtworzył scenariusz i odpowiadał za produkcję.
Film był dawniej emitowany w Cartoon Network i Canal+.

## Opis fabuły
Basset o imieniu Rover, który mieszka w Las Vegas razem ze swoją panią, tancerką sceniczną Connie i świetnie się tam bawi ze swoimi kolegami. W wzajemnością nie przepada za chłopakiem Connie, Rockym. Pewnego razu on i jego najlepszy przyjaciel, Eddie są świadkami jak Rocky prowadzi interesy z gangsterami i przypadkowo je zakłóca. Myśląc, że Rocky jest w zmowie z policją, gangsterzy uciekają, mówiąc mu że stracił ostatnią szansę. 
Następnego dnia Connie wyrusza w trasę koncertową na dwa tygodnie, zostawiając Rovera pod opieką Rocky’ego. W odwecie za zrujnowanie umowy z gangsterami Rocky wkłada Rovera do torby, zawozi go do zapory Hoovera i wrzuca do wody. Torba jest później wyciągnięta z wody przez dwóch przejeżdżających rybaków, którzy zabierają Rovera z powrotem na brzeg i umieszczają go z tyłu swojej ciężarówki. Rover odzyskuje przytomność i wyskakuje z ciężarówki, gdy rybacy zatrzymują się, by zatankować, i zaczyna wędrować drogą.
Trafia na wieś i w końcu wpada na rolnika Cala i jego syna Danny’ego, który przekonuje ojca, by przyjął psa. Cal zgadza się pod jednym warunkiem: przy pierwszych oznakach kłopotów zostanie wysłany do schroniska dla zwierząt, gdzie może zostać uśpiony, jeśli nikt się po niego nie zgłosi. Border collie Raffles mówi mu o zasadach panujących na farmie, które diametralnie różnią się od luksusów miasta. Poznaje się też z innymi psami. Ostrzeżony zostaje również przed grasującymi wilkami, które budzą strach u psów.
Rankiem widząc jak Rover kłóci się z kurami, Cal obawia się, że będzie niebezpieczny. Rover nadal nie potrafi odnaleźć się na farmie. Podczas zaganiania owiec Rover poznaje collie Daisy z sąsiedniej farmy i flirtuje z nią. Niestety, powoduje to niedopilnowanie owiec i Cal za karę zamyka Rovera w szopie. Mimo to Daisy przychodzi do niego i mówi mu, by zabrał się za siebie. Po chwilowym kryzysie Roverowi coraz lepiej wychodzą obowiązki i bardziej akceptuje życie na farmie.
Gdy zbliża się Boże Narodzenie, do farmy przybywa snobistyczna indyczka przeznaczona na pieczeń. Rover mimo uczucia do Daisy i zaakceptowania nadal tęskni za miastem i Connie. Nocą jest świadkiem jak wilki podkradają się pod kurnik. Gdy Rover próbuje uratować indyczkę, wilki uciekają, ale ptak jest martwy, a Cal błędnie obarcza winą Rovera. Następnego ranka Cal niechętnie zabiera Rovera do lasu i ma zamiar go zastrzelić, ale zostaje zaatakowany przez wilki. Roverowi udaje się przegonić wilki i zebrać inne psy, aby zabrać rannego Cala do domu.
Informacje o bohaterskim wyczynie Rovera opisuje prasa, z której dowiadują się Eddie i Connie. Rover i Daisy wyznają sobie miłość i snują plany na dalsze życie. Jednak Danny informuje Rovera o jego podróży powrotnej do Las Vegas i ten opuszcza farmę. Tam Rover opowiada o swych przygodach przyjaciołom. Kiedy Rocky wchodzi do garderoby Connie i Rover w ramach zemsty atakuje go. Sprowokowany Rocky przyznaje się, że chciał zabić Rovera i wściekła Connie zrywa z nim. Rocky chce podnieść na nią rękę, ale zostaje przegoniony przez psy prosto w ręce gangsterów. Rover z satysfakcją widzi, jak gangsterzy zabierają Rocky’ego z zamiarem utopienia go w zatoce Hoovera.
Rover chociaż początkowo szczęśliwy, że spotkał go ponownie z Connie i jego przyjaciółmi, wkrótce zaczyna tęsknić za życiem na farmie. Connie, zdając sobie z tego sprawę, zabiera Rovera z powrotem na farmę, aby zostać. Rover ponownie spotyka się z Daisy, która wyjawia mu, że jest teraz ojcem, ujawniając sześć szczeniąt. Historia kończy się, gdy Rover uczy swoje dzieci, jak grać w karty i żartobliwie goni Daisy po gospodarstwie.

## Obsada głosowa
- Rodney Dangerfield – Rover Dangerfield
- Susan Boyd – Daisy
- Gregg Berger – Cal
- Dana Hill – Danny
- Ned Luke – Raffles
- Shawn Southwick – Connie
- Sal Landi – Rocky
- Robert Pine – Duke
- Bert Kramer – Max
- Dennis Blair – Lem
- Don Stewart – Clem
- Tress MacNeille –
  - Indyczka,
  - Queenie,
  - kura,
  - kurczęta,
  - chór dziewczęcy
- Christopher Collins –
  - wilk #1,
  - gangster #1,
  - Sparky,
  - koń,
  - kojot

- Bernard Erhard – wilk #2
- Danny Mann – wilk #3
- Ronnie Schell – Eddie
- Bob Bergen – gangster #2
- Paxton Whitehead – Count
- Ron Taylor –
  - Mugsy,
  - Bruno
- Eddie Barth – Champ
- Owen Bush – rybak #1
- Kenneth White – rybak #2
- Tom Williams –
  - kojot,
  - Chester
- Mel Blanc (nagranie archiwalne) –
  - Królik Bugs,
  - Kaczor Daffy

## Wersja polska
Opracowanie i udźwiękowienie wersji polskiej: Studio Sonica

Reżyseria: Jerzy Dominik

Dialogi polskie: Maria Utecht

Dźwięk i montaż: Jacek Osławski

Organizacja produkcji: Beata Aleksandra Kawka

Udział wzięli:
- Piotr Fronczewski – Rover Dangerfield
- Karina Szafrańska – Daisy
- Marek Frąckowiak – Cal
- Jacek Wolszczak – Danny
- Robert Rozmus –
  - Raffles,
  - kojot,
  - konferansjer,
  - Królik Bugs
- Jolanta Wilk – Connie
- Zbigniew Suszyński – Rocky
- Tomasz Marzecki –
  - Max,
  - wilk # 1,
  - gangster #2,
  - Mugsy
- Marcin Sosnowski –
  - Duke,
  - Count,
  - prowadzący teleturnieju
- Andrzej Ferenc –
  - Lem,
  - Clem,
  - głos w reklamie
- Bogusława Oksza-Klossi –
  - żona Cala,
  - jedna z tancerek scenicznych,
  - kobieta w filmie
- Ewa Smolińska – Indyczka
- Mieczysław Morański –
  - Eddie,
  - wilk # 2,
  - kierowca ciężarówki
- Ryszard Nawrocki –
  - wilk # 3,
  - gangster #1,
  - rybak #2,
  - Sparky

- Joanna Wizmur –
  - kura,
  - suczka z trupy Carminy,
  - jeden z synów Rovera
- Miriam Aleksandrowicz – Queenie
- Jan Prochyra –
  - Champ,
  - koń
- Anna Apostolakis –
  - pudliczka,
  - jedna z tancerek scenicznych
- Andrzej Gawroński – rybak #1
- Jacek Bursztynowicz –
  - Bruno,
  - świnia
- Jerzy Dominik – mężczyzna w filmie

Teksty piosenek: Marcin Sosnowski

Śpiewali: Piotr Fronczewski i Agnieszka Piotrowska

Kierownictwo muzyczne: Marek Klimczuk

Lektor: Jerzy Dominik